# Diaphorina acokantherae
Diaphorina acokantherae är en insektsart som först beskrevs av Franklin William Pettey 1924.  Diaphorina acokantherae ingår i släktet Diaphorina och familjen rundbladloppor. Inga underarter finns listade i Catalogue of Life.